# Jim Justice
James Conley Justice II (Charleston, 27 de abril de 1951) é um empresário e político estadunidense. É o atual senador dos Estados Unidos pela Virgínia Ocidental desde 2025 e ex-governador pelo mesmo estado de 2017 a 2025. Justice foi bilionário, mas sua fortuna caiu para 513,3 milhões de dólares em 2021. Herdou um negócio de mineração de carvão de seu pai e construiu um império empresarial com 94 empresas, incluindo the Greenbrier [en], um resort de luxo localizado em White Sulphur Springs.
No ano de 2015, Justice anunciou sua candidatura a governador na eleição para governador da Virgínia Ocidental em 2016 [en]. Embora tenha sido registrado como Republicano antes de concorrer a governador, ele concorreu como Democrata e derrotou o candidato Republicano, Bill Cole [en]. Menos de sete meses após assumir o cargo, Justice retornou ao Partido Republicano após anunciar seus planos em um comício com o então presidente dos Estados Unidos, Donald Trump no estado. Na eleição para governador da Virgínia Ocidental em 2020 [en], foi reeleito derrotando o desafiante democrata Ben Salango.
Em 27 de abril de 2023, Justice anunciou sua candidatura ao eleição para o senado dos Estados Unidos na Virgínia Ocidental em 2024 [en], buscando desbancar o atual senador democrata Joe Manchin. No dia 9 de novembro, apesar de ter protocolado os documentos para concorrer à reeleição, Manchin anunciou que se aposentaria ao final de seu mandato, deixando a cadeira aberta. Justice tornou-se o candidato Republicano em 14 de maio de 2024, após derrotar o deputado dos Estados Unidos Alex Mooney [en].

## Biografia

### Primeiros anos e formação acadêmica
Justice nasceu em Charleston, capital da Virgínia Ocidental, no ano de 1951, filho de James Conley Justice e Edna Ruth (nascida Perry) Justice. Justice cresceu no condado de Raleigh, e formou-se na Woodrow Wilson High School [en], em Beckley, em 1969.
Ingressou na Universidade do Tennessee com uma bolsa esportiva para jogar golfe, mas foi transferido para a Universidade Marshall. Na Marshall, foi capitão por dois anos da equipe de golfe Marshall Thundering Herd [en]. Obteve seu diploma de bacharel e mestrado em administração pela Marshall.

### Carreira empresarial
Após a faculdade, Justice entrou para o negócio agrícola da família.  Fundou a Bluestone Farms em 1977, que agora opera 20 mil hectares de terras agrícolas e é a principal produtora de grãos na costa leste dos Estados Unidos. Durante esse período, também desenvolveu a Stoney Brook Plantation, uma reserva de caça e pesca de pouco mas de 6 mil hectares no Condado de Monroe. Justice é sete vezes campeão nacional de cultivo de milho.
Com a morte de seu pai em 1993, Justice herdou a propriedade da Bluestone Industries e da Bluestone Coal Corporation. Em 2009, vendeu parte de seu negócio de carvão para a empresa russa Mechel [en] por 568 milhões de dólares. No ano de 2015, após uma grande queda no preço do carvão levou a Mechel a fechar algumas das minas e fez com que Justice comprasse de volta a mina por 5 milhões de dólares. Desde a reaquisição da mina da empresa russa, Justice reabriu diversas minas e contratou mais de 200 mineiros.
As empresas de mineração do Justice têm sido investigadas por supostos casos de violação de segurança e impostos não pagos; em 2016, a National Public Radio (NPR) o chamou de “o maior inadimplente de segurança de minas do país”. A Justice são atribuído um desvio de milhões de dólares ao governo em impostos atrasados e taxas e multas de mineração de carvão não pagas. Duas ações judiciais relacionadas a dívidas foram resolvidas em 2019 e, em 2020, as empresas de mineração de propriedade de Justice e de sua família concordaram em pagar cinco milhões de dólares em multas de segurança inadimplentes.
De acordo com uma investigação da ProPublica de 2020, Justice pagou mais de 128 milhões de dólares em sentenças e acordos sobre as contas não pagas de suas empresas. A revista Forbes estimou o patrimônio líquido do Justice em 513 milhões de dólares em outubro de 2021. Justice é proprietário ou diretor executivo de mais de cinquenta empresas, incluindo  the Greenbrier [en], um resort de luxo localizado em White Sulphur Springs, que ele comprou por 20 milhões de dólares em 2009, evitando sua falência.
No ano de 2014, Justice possuía setenta  minas ativas em cinco estados. Suas atividades beneficentes incluíram 25 milhões de dólares para o James C. Justice National Scout Camp na Summit Bechtel Reserve [en], 5 milhões de dólares para a Universidade Marshall e 10 milhões de dólares para a clínica de Cleveland [en]. Justice iniciou a campanha anual de doação de presentes de natal que distribui mais de 1 milhão de dólares em presentes de natal para crianças carentes.
Antes de ser governador, Justice renunciou a todos os cargos executivos que ocupava. Ele colocou sua filha Jill no comando da Greenbrier e seu filho Jay no comando de seus negócios de mineração e agricultura. Disse que colocaria todos os seus bens em um fideicomisso cego [en], mas que o processo levaria tempo devido à sua complexidade. Durante a pandemia de COVID-19 de 2020, as empresas de Justice e de sua família receberam entre 11 e 24 milhões de dólares em ajuda por meio do Paycheck Protection Program [en] (PPP). Sua luxuosa estância, a Greenbrier Hotel Corporation, recebeu um empréstimo entre 5 e 10 milhões de dólares. A empresa não se comprometeu a manter nenhum emprego em troca do empréstimo, o qual o Greenbrier teria que reembolsar caso não utilizasse pelo menos 60% dos fundos para a folha de pagamento.

## Governador da Virginia Ocidental

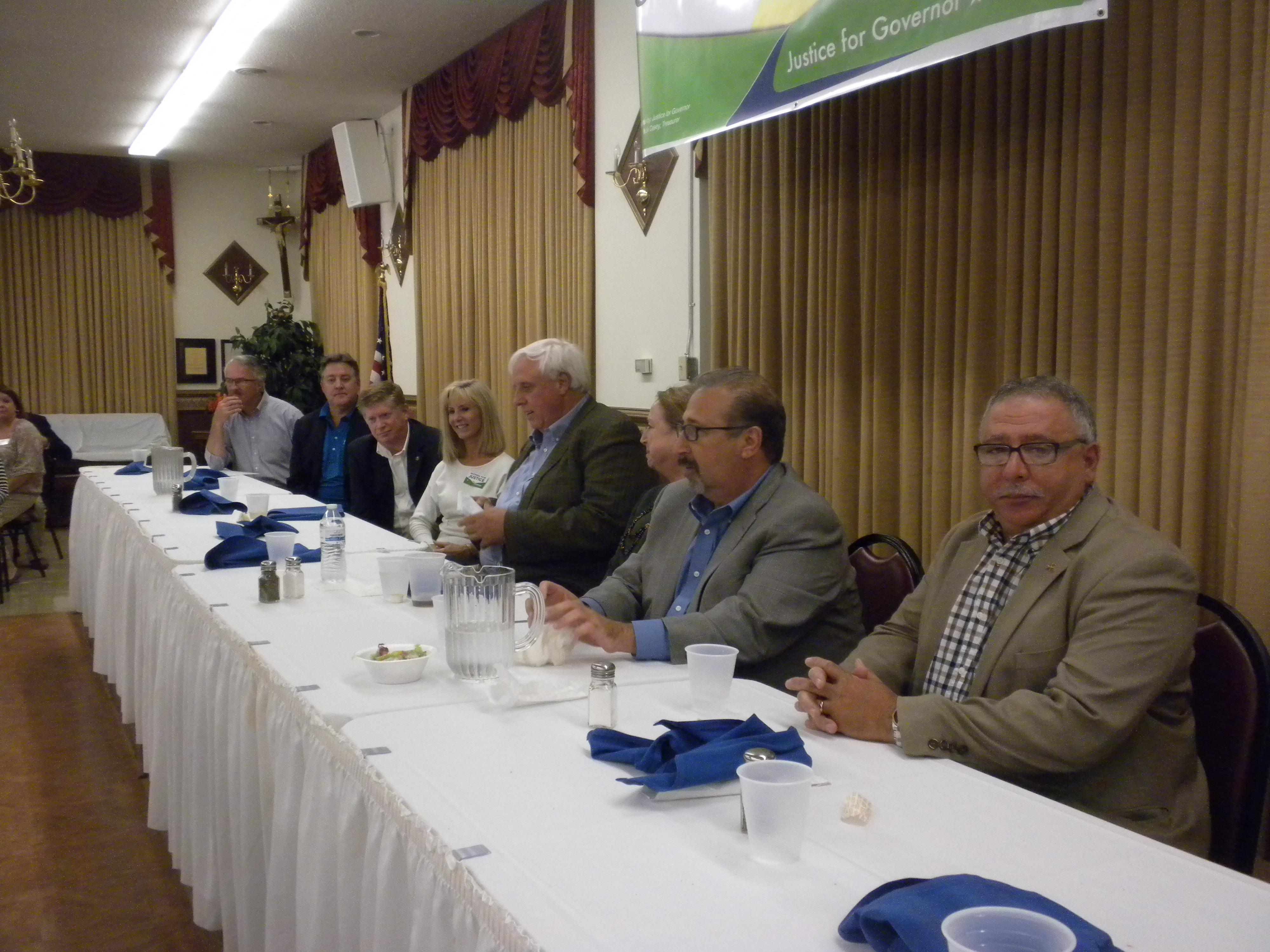
O então candidato Justice (sentado na quinta posição a partir da esquerda) em Fairmont, em setembro de 2016.

### 2016
No ano de 2015, Justice declarou sua candidatura a governador da Virgínia Ocidental [en] na eleição para governador da Virgínia Ocidental em 2016 [en] como membro do Partido Democrata. Anteriormente, havia sido membro registrado do Partido Republicano até mudar seu registro em fevereiro de 2015. Essa foi a primeira vez que Justice concorreu a um cargo político. Contou com o apoio do sindicato trabalhadores de minas unidos da América [en].
Em maio de 2016, Justice ganhou a indicação democrata para governador. Ele derrotou o candidato republicano Bill Cole [en] na eleição geral de novembro.

### 2020
Em janeiro de 2019, Justice declarou sua candidatura à reeleição. Dessa vez, Justice concorreu como republicano, tendo mudado seu registro partidário após um comício em 2017 com o presidente Donald Trump, derrotou diversos adversários nas primárias republicanas.
Na campanha para as eleições gerais, Justice se concentrou em sua resposta à COVID-19, no superávit orçamentário do estado e em seu trabalho na crise de abuso de drogas. Várias pesquisas o colocaram à frente por uma grande margem sobre o Condado de Kanawha. Venceu o democrata Ben Salango, após receber 63% dos votos. Com sua vitória, ele se tornou o primeiro candidato republicano a governador da Virgínia Ocidental a vencer desde Cecil H. Underwood [en] em 1996 [en] e o primeiro candidato do Partido Republicano a vencer um segundo mandato desde Arch A. Moore Jr. [en] em 1972 [en].
O sindicato dos trabalhadores de minas unidos da América apoiou o democrata Ben Salango, após ter apoiado Justice em 2016.

### Titularidade

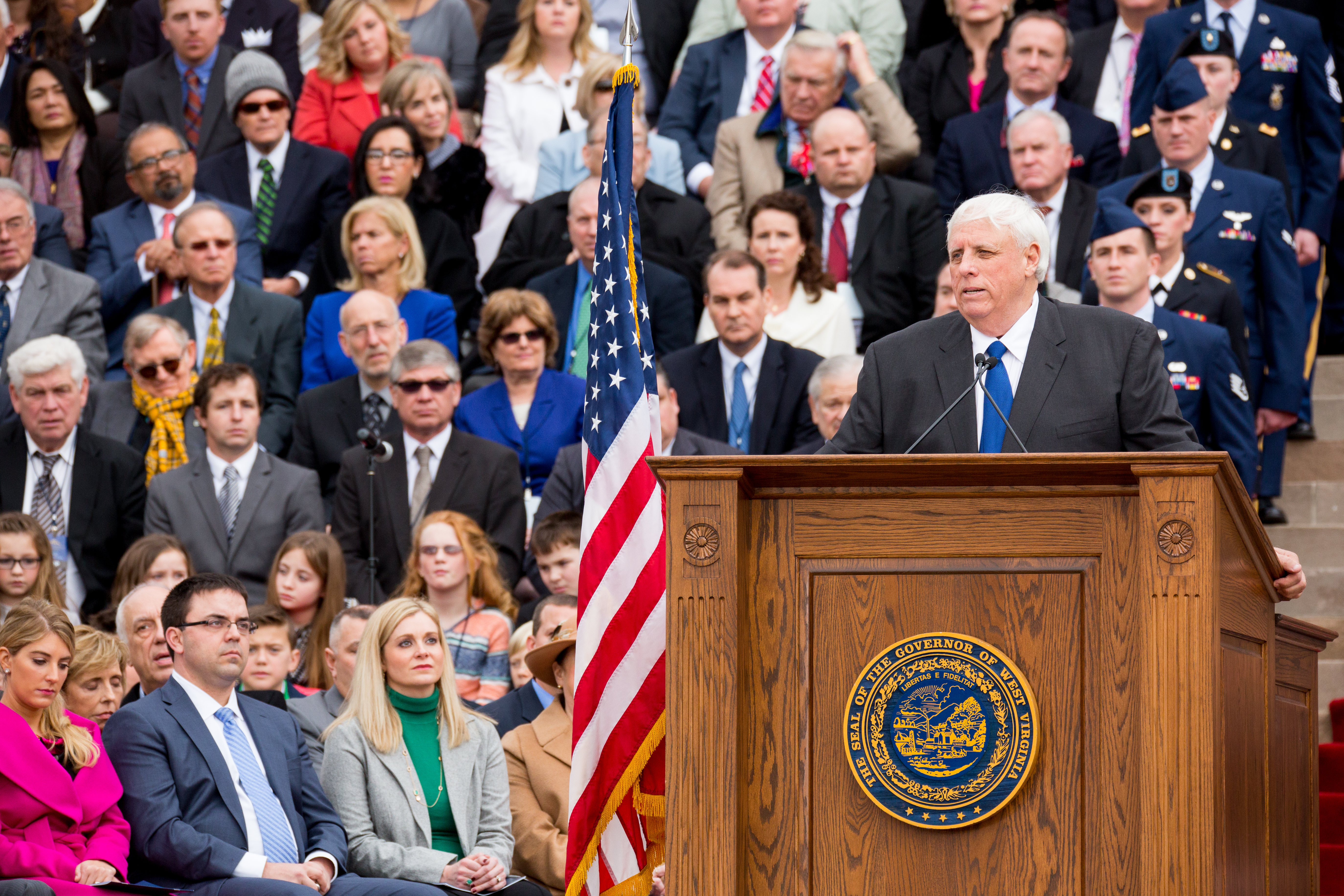
Justice em sua posse em janeiro de 2017.

Justice assumiu o cargo de governador em 16 de janeiro de 2017. É conhecido por usar metáforas coloridas e críticas a oponentes políticos. Para melhorar a situação orçamentária da Virgínia Ocidental, propôs aumentar a receita do estado em 450 milhões de dólares, principalmente aumentando o imposto sobre vendas ao consumidor, reinstituindo o imposto sobre negócios e ocupação [en] e estabelecendo um "imposto dos ricos". Também se opôs a planos para cortar gastos com saúde e educação. Em 13 de abril de 2017, ao vetar um projeto de orçamento aprovado pela Assembleia Legislativa da Virgínia Ocidental [en], Justice disse que o projeto era "nada mais que um monte de você-sabe-o-quê político" e mostrou um adereço com esterco de vaca em uma cópia impressa do projeto. Em 3 de agosto de 2017, Justice anunciou que havia retornado ao Partido Republicano. Fez o anúncio em um comício promovido pelo presidente Donald Trump em Huntington e também confirmou seu apoio a Trump. Justice disse que estava voltando ao Partido Republicano porque não poderia apoiar Trump como membro do Partido Democrata. O anúncio surpreendeu até sua própria equipe. Isso também fez de Justice o primeiro governador republicano da Virgínia Ocidental desde Cecil H. Underwood [en] em 2001.

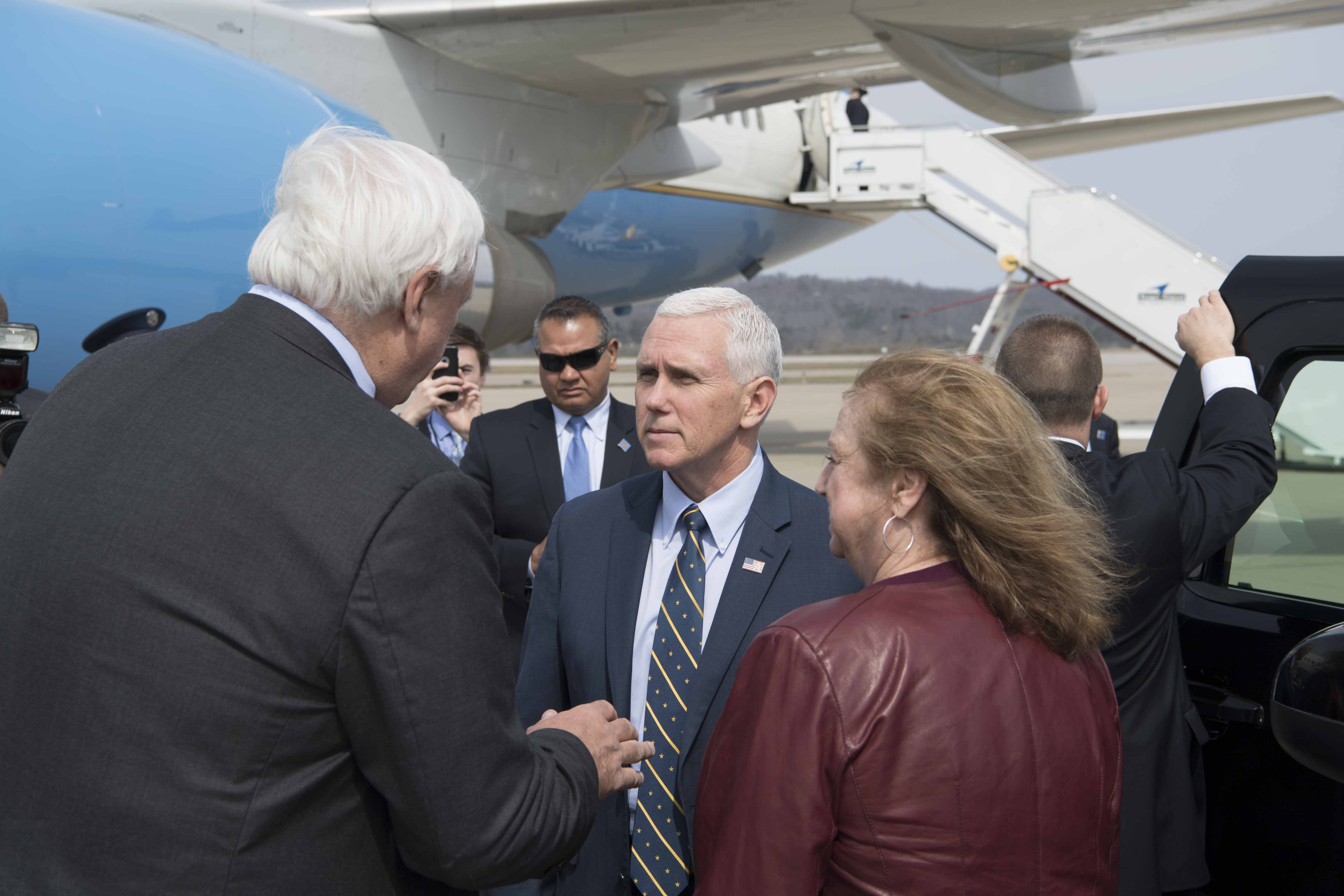
Jim e Cathy Justice com o vice-presidente Mike Pence em março de 2017

Mesmo após a mudança para o Partido Republicano, Justice inicialmente apoiou o democrata Joe Manchin para reeleição no eleição de 2018 para o Senado dos Estados Unidos na Virgínia Ocidental [en]. Mais tarde, na eleição geral, Justice endossou o candidato republicano ao Senado Patrick Morrisey [en]. Em fevereiro de 2021, quando questionado pelo jornal The New York Times se planejava concorrer contra Manchin, Justice disse: "Não, eu realmente não... [s]e eu puder continuar fazendo coisas boas para a Virgínia Ocidental, vou fazê-las, e então provavelmente desaparecer ao pôr do sol." Em 2020, Justice sancionou a Lei de Proteção de Infraestruturas Críticas, que criou penas de crime para protestos que visassem instalações de petróleo e gás. A lei, que foi aprovada com o apoio da Dominion Energy [en], da Associação de Petróleo e Gás da Virgínia Ocidental e da fabricantes estadunidenses de combustíveis e petroquímicos [en] (associação comercial), foi descrita por seu patrocinador, John R. Kelly [en], como um pedido da indústria de gás natural.

## Eleições para o Senado dos Estados Unidos em 2024
Em abril de 2023, Justice anunciou sua candidatura para as eleição de 2024 para o Senado dos Estados Unidos na Virgínia Ocidental. Justice derrotou o deputado Alex Mooney [en] pela indicação republicana com 61% dos votos. O candidato democrata em exercício, Joe Manchin, aposentou-se da política e Justice enfrentou o democrata Glenn Elliott [en], prefeito de Wheeling.
Justice venceu o democrata, sendo eleito com mais de dois terços dos votos.

## Posições
Justice iniciou sua campanha para governador e sua carreira política como um democrata conservador [en]. A revista Time o identificou como um democrata de centro. Mudou para o Partido Republicano alguns meses após assumir o cargo e declarou seu apoio ao presidente Donald Trump, para cuja campanha de reeleição ele contribuiu com 200 mil dólares. Desde sua mudança, Justice foi descrito como um moderado ou republicano liberal por seu oponente nas primárias de 2024, Alex Mooney, e por Sam Brodey, escrevendo para o The Daily Beast.

### Política econômica

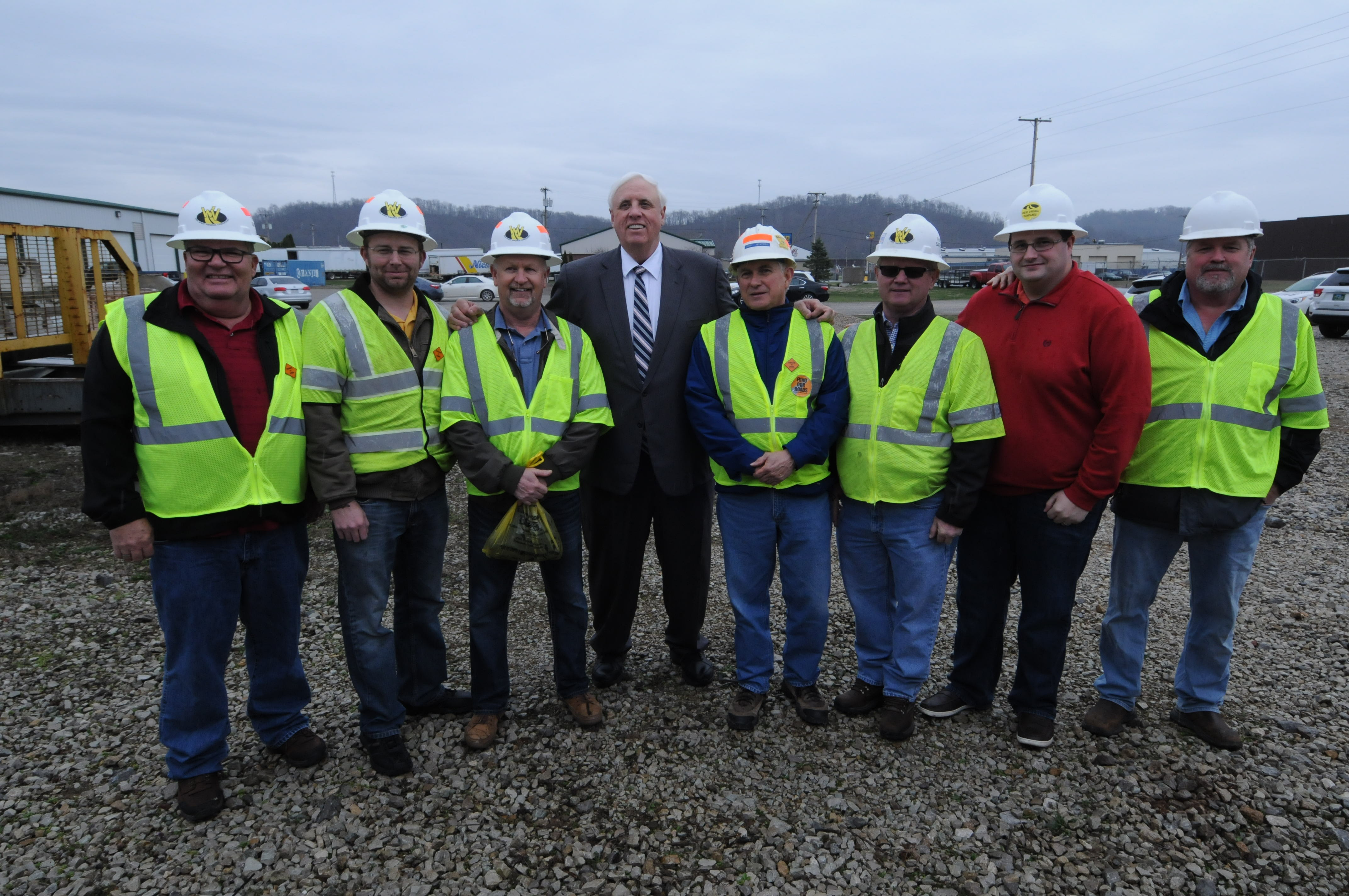
Justice posando para uma foto com trabalhadores em março de 2017.

Justice fez campanha e tem governado com apoio ao setor de carvão.  Ele não apoia o aumento de impostos, mas apoiou o aumento dos salários dos professores, argumentando que o aumento da receita do estado pagará pelo aumento dos gastos orçamentários. No ano de 2017, Justice disse que se opunha a cortes orçamentários e apoiava o aumento dos impostos sobre vendas.
O think-tank libertário Cato Institute deu a Justice uma nota 'baixa' com base em suas posições, mas Justice expressou sua discordância com a classificação. Antes de Justice mudar de democrata para republicano, o presidente do Senado Mitch Carmichael [en] o chamou de “mais republicano em suas filosofias. O que o afastou um pouco disso foram suas políticas de impostos e gastos”.
Em fevereiro de 2021, Justice pediu ao senador Joe Manchin que votasse a favor do pacote de estímulo de 1 trilhão de dólares, proposto pelo presidente Joe Biden, alertando contra a “responsabilidade fiscal” e acrescentando: “não sei exatamente qual poderia ser o raciocínio. Quero dizer, temos pessoas que estão realmente sofrendo".
Sobre propostas para aumentar o salário mínimo federal para US$ 15 por hora [en], Justice disse que “é muito, muito difícil dizer que um tamanho serve para todos” em todo o país. Acrescentou que “ser capaz de sobreviver com 7 ou 8 dólares por hora é muito, muito difícil”, ao mesmo tempo em que expressou preocupação com o fato de que um salário mínimo muito alto poderia levar ao desemprego.

### Aborto
Justice havia dito que não apoiava o aborto, mas que a Suprema Corte havia decidido a questão.  Mais tarde, ele participou de um comício de apoio à Emenda 1, uma emenda constitucional estadual que proibia o aborto depois que Roe v. Wade fosse derrubado. Em setembro de 2022, depois que Roe v. Wade foi derrubado, Justice sancionou uma lei que proibia o aborto em qualquer estágio da gravidez, com exceções para emergências médicas e vítimas de estupro ou incesto.

### Controle de armas
Jusitce apoia a posse de armas e leis limitadas sobre armas. No ano de 2018, sancionou um projeto de lei que permitia que os proprietários de armas mantivessem suas armas trancadas em veículos na propriedade de seus empregadores, apoiado pelo lobby da Associação Nacional de Rifles (NRA). Também assinou um projeto de lei que legaliza a caça aos domingos em terras particulares.

### Saúde pública

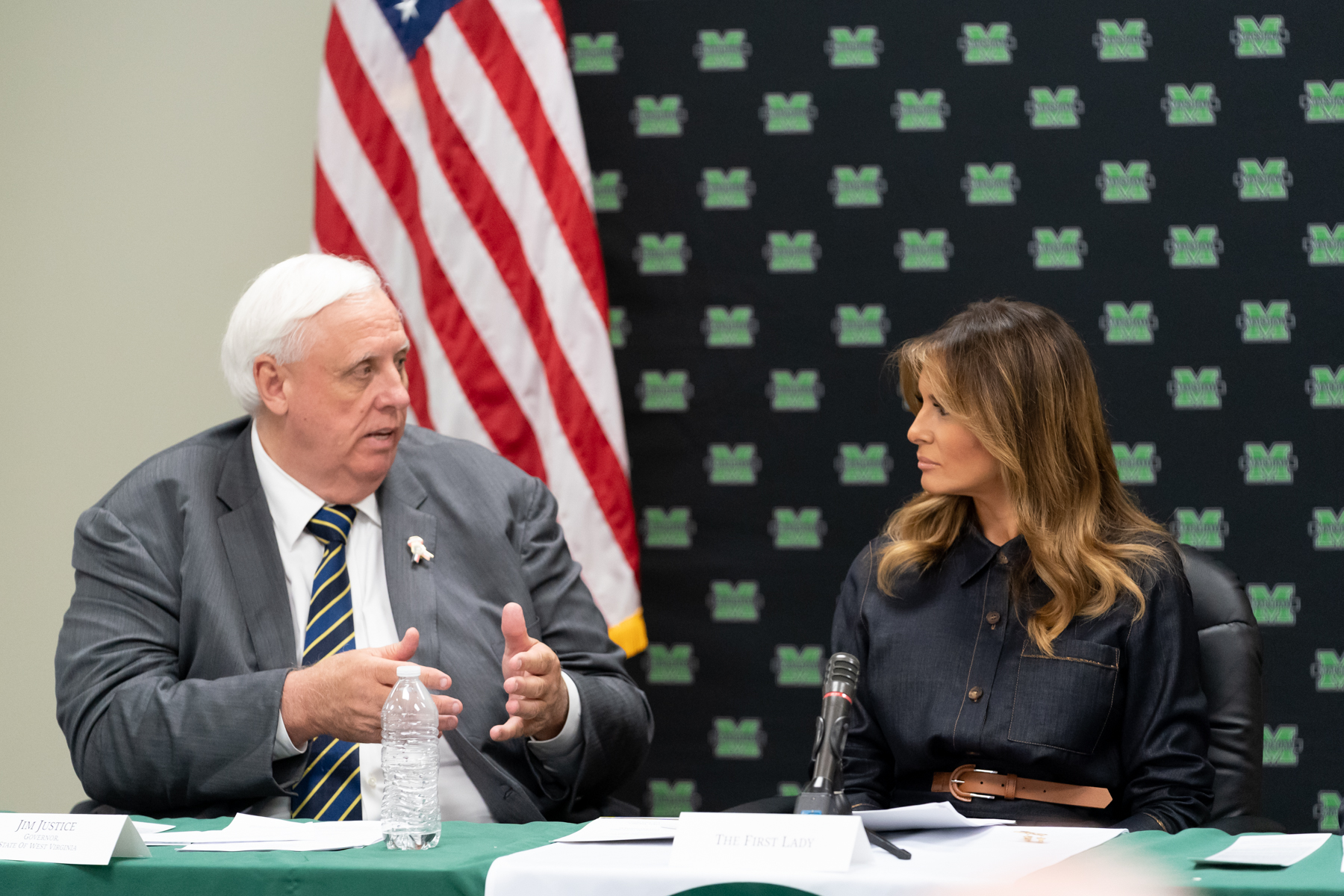
Justice conversa com a então primeira-dama Melania Trump durante uma mesa redonda sobre opioides em Huntington.

Justice apoia a expansão do Medicaid na Virgínia Ocidental, implementada pelo governador anterior sob a Lei de Cuidados Acessíveis. Justice se opôs ao lei americana de cuidados com a saúde de 2017 [en], um projeto de lei de autoria do partido Republicano, que buscava revogar a Lei de Cuidados Acessíveis, afirmando que o projeto "paralisaria a Virgínia Ocidental além do que se pode imaginar".

### Direitos LGBTQ
Jim Justice disse que respeita a decisão da Suprema Corte no caso Obergefell v. Hodges, que legalizou o casamento entre pessoas do mesmo sexo em todo o país, e que essa é uma lei estabelecida. No ano de 2017, se opôs a um projeto de lei que teria permitido que as empresas recusassem serviços a clientes LGBTQ. Já em 2023,  assinou uma legislação que proíbe o atendimento de afirmação de gênero para menores.
No ano de 2024, Justice disse que precisaria analisar e “ver o projeto de lei” antes de se comprometer a assinar o Fairness Act, legislação que proibiria a discriminação com base na orientação sexual e identidade de gênero nos setores de emprego e atendimento ao cliente, mas acrescentou: “se você é lésbica, gay, bissexual, transgênero, você é bem-vindo para vir para Virgínia Ocidental” e participar da economia do estado. Em 2020, Justice havia dito que apoiaria uma legislação semelhante a apresentada pela Fairness Act.

### Política ambiental
De acordo com o jornal Charleston Gazette-Mail [en], Justice tem se equivocado quanto ao consenso científico sobre o aquecimento global.  Em uma entrevista de 2016 com o jornal, ele disse: “há documentação que pode causar preocupação, e não acho que você deva ignorar isso. Ao mesmo tempo, acho que há muitas pesquisas que ainda precisam ser feitas. Eu certamente não me sentaria aqui e diria que acredito no aquecimento global, mas também não me sentaria aqui e diria que não estou preocupado".
Ao início de seu segundo mandato como governador, Justice declarou acreditar em energia renovável, destacando sua recepção à Clearway Energy Group para iniciar a construção de uma parque eólico, que aumentará em 15% a energia eólica na Virgínia Ocidental. No entanto, acrescentou: "é leviano pensarmos que hoje nossa nação pode seguir em frente sem carvão ou sem gás. Haverá um dia em que faremos a transição dos combustíveis fósseis, mas, francamente, não acredito que esse dia seja agora".

### Distribuição da vacina contra a COVID-19
Apesar de ser um dos estados mais pobres dos Estados Unidos, a Virgínia Ocidental ficou, desde o início, atrás apenas do Alasca na distribuição de vacinas contra a COVID-19. Desde então, ficou atrás do resto do país, ocupando a 40ª posição em porcentagem da população coberta em 6 de maio de 2020. Justice incentivou os moradores da Virgínia Ocidental a se vacinarem com o slogan “Faça isso por  Babydog”, referindo-se ao seu cachorro.

### Greve de professores
Uma greve foi convocada pelos trabalhadores do setor educacional em resposta ao baixo salário dos professores da Virgínia Ocidental, cuja remuneração está em 48º lugar, dos 50 estados que compõem, os Estados Unidos. A greve também respondeu a um aumento de salário aprovado pela legislatura estadual e assinado pelo governador Jim Justice, que previa apenas um aumento de 2% para 2019, 1% para 2020 e 1% para 2021, além de um congelamento dos prêmios e benefícios por 16 meses. Os sindicatos de professores não divulgaram os totais de votos para a greve. Todos os distritos escolares públicos do estado fecharam para evitar confrontos. Foi a primeira greve desse tipo no estado desde 1990.
Justice e outros legisladores republicanos se opuseram à greve e afirmaram que a ausência dos professores em sala de aula estava prejudicando as crianças em idade escolar. A greve resultou em um aumento de 5% no salário de todos os funcionários estaduais da Virgínia Ocidental.

## Vida pessoal

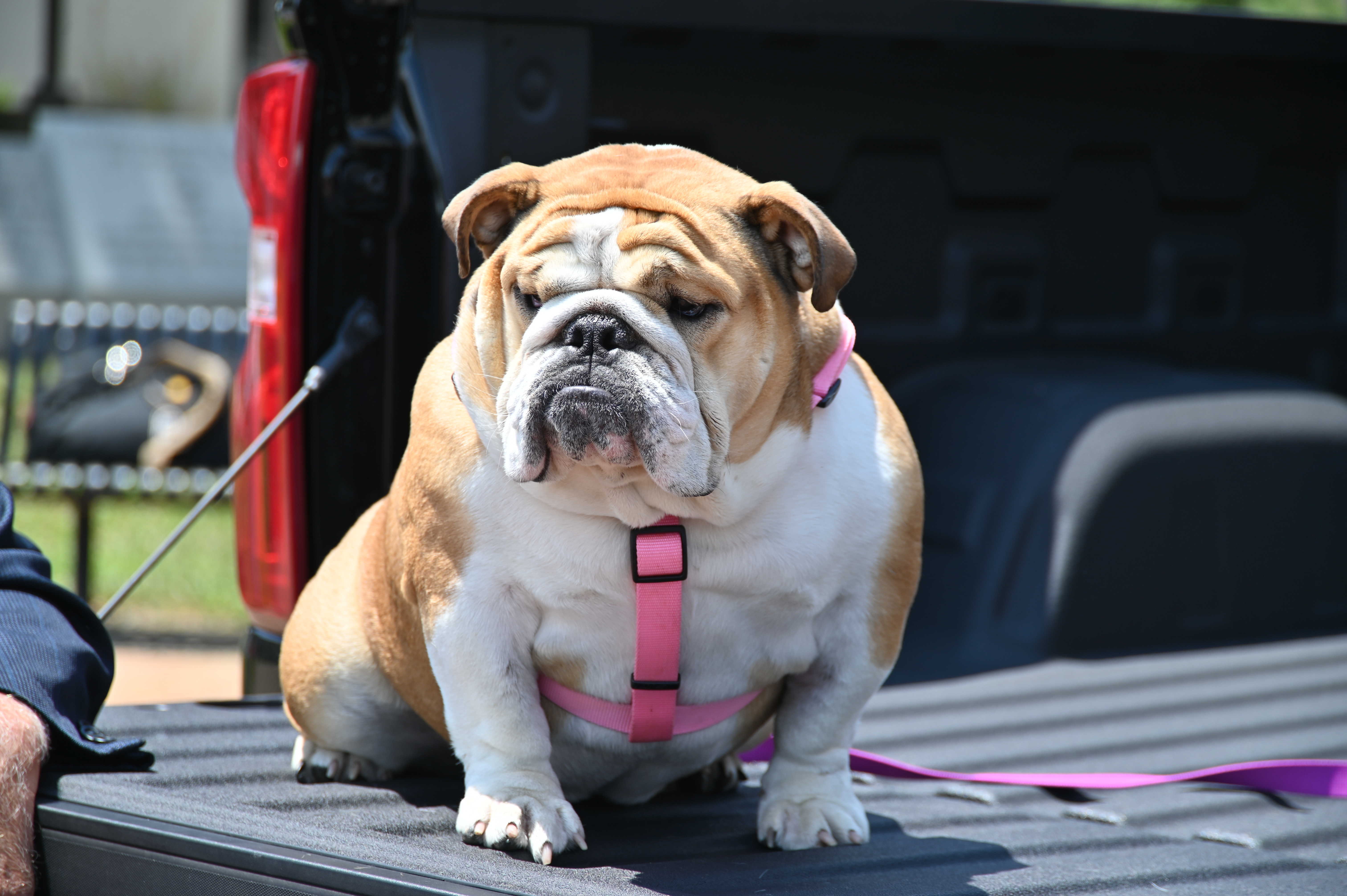
enJustice, no ano de 2021.

Justice conheceu sua esposa, Cathy Justice (nascida Comer), durante o ensino médio. O casal teve dois filhos. Justice e sua esposa são membros da First Baptist Church em Beckley, uma congregação da Igrejas Batistas Americanas EUA.
É torcedor de longa data do New Orleans Saints, da Liga Nacional de Futebol Americano (NFL), e gastou 30 milhões de dólares para desenvolver um campo de treinamento para o time usar em 2014 no Greenbrier. Até o ano de 2019, ele sediou o Greenbrier Classic [en], um evento anual do PGA Tour.
Justice mora em Lewisburg. Foi processado por Isaac Sponaugle [en], ex-assistente da Câmara dos Deputados, com relação à sua residência, com base no fato de que Justice não morava na residência oficial do governador da Virgínia Ocidental [en], em Charleston. A constituição estadual exige que o governador “resida na sede do governo” na cidade de Charleston.
O processo acabou sendo apresentado à suprema corte do estado da Virgínia Ocidental [en], que negou uma moção para um mandado de proibição. O presidente da Suprema Corte, Evan Jenkins [en], definiu “residir” em termos de titulares de cargos públicos em todo o estado. No dia 2 de março, Justice resolveu o processo, concordando em residir em Charleston e pagando os honorários advocatícios de Sponaugle.
Justice tem uma buldogue inglês fêmea chamada  Babydog, que sempre aparece ao seu lado em compromissos públicos. A cachorra ganhou repercussão na imprensa internacional durante sua participação na Convenção Nacional do Partido Republicano de 2024.

### Esportes juvenis
Desde o ano de 1992, Justice é presidente da Beckley Little League, liga infantil de beisebol na cidade de Beckley.
Justice é o técnico de basquete feminino da Greenbrier East High School [en] em Fairlea, desde 2003, tendo vencido o campeonato estadual em 2012. No ano de 2011, tornou-se o técnico principal dos times de basquete masculino, cargo do qual se afastou em setembro de 2017.
Foi o único técnico no nível AAA (a maior classificação do estado) a treinar os times de basquete feminino e masculino. Justice disse que, embora colocasse seus interesses comerciais em um fideicomisso cego [en] ao se tornar governador, ele continuaria a treinar basquete.

## Histórico eleitoral

### 2016
| Candidato     | Partido   | Votos   | Porcentagem |
| ------------- | --------- | ------- | ----------- |
| Jim Justice   | Democrata | 132.704 | 51,37%      |
| Booth Goodwin | Democrata | 65.416  | 25,32%      |
| Jeff Kessler  | Democrata | 60.230  | 23,31%      |
| Total         |           | 258.350 | 100%        |

| Candidato       | Partido                 | Votos   | Porcentagem |
| --------------- | ----------------------- | ------- | ----------- |
| Jim Justice     | Democrata               | 350.408 | 49,09%      |
| Bill Cole       | Republicano             | 301.987 | 42,30%      |
| Charlotte Pritt | Mountain Party          | 42.068  | 5,89%       |
| David Moran     | Libertário              | 15.354  | 2,15%       |
| Phil Hudok      | Partido da Constituição | 4.041   | 0,57%       |
| Total           |                         | 713.858 | 100%        |

### 2020
| Candidato                | Partido     | Votos   | Porcentagem |
| ------------------------ | ----------- | ------- | ----------- |
| Jim Justice (incumbente) | Republicano | 127.445 | 63,0%       |
| Woody Thrasher           | Republicano | 37.019  | 18,3%       |
| Michael Folk             | Republicano | 24.896  | 12,3%       |
| Doug Six                 | Republicano | 4.231   | 2,1%        |
| Brooke Lunsford          | Republicano | 3.675   | 1,8%        |
| Shelly Jean Fitzhugh     | Republicano | 2.560   | 1,3%        |
| Chuck Sheedy             | Republicano | 2.415   | 1,2%        |
| Total                    |             | 202.241 | 100%        |

| Candidato                | Partido          | Votos   | Porcentagem |
| ------------------------ | ---------------- | ------- | ----------- |
| Jim Justice (incumbente) | Republicano      | 497.944 | 63,49%      |
| Ben Salango              | Democrata        | 237.024 | 30,22%      |
| Erika Kolenich           | Libertário       | 22.527  | 2,87%       |
| S. Marshall Wilson       | Independente     | 15.120  | 1,93%       |
| Daniel Lutz              | Partido Mountain | 11.309  | 1,44%       |
| Votos por escrito        |                  | 363     | 0,05%       |
| Total                    |                  | 784.287 | 100%        |